# Симоненко, Виктор Дмитриевич
Ви́ктор Дми́триевич Симоне́нко (23 февраля 1937 — 27 марта 2006) — советский и российский педагог, доктор педагогических наук, доктор экономических наук, профессор, член-корреспондент РАО, заслуженный деятель науки Российской Федерации.
Внёс значительный вклад в разработку проблем профориентации, трудового и экономического образования школьников и подготовку учителей труда, технологии и предпринимательства.
Под его руководством защищено большое 100 докторских и кандидатских диссертаций. Его деятельность оказала влияние на развитие направлений технологического образования в Советском Союзе и странах СНГ.

## Биография
Родился 23 февраля 1937 года в городе Кондопога (Республика Карелия). После окончания семилетней школы с отличием обучался в техникуме механизации сельского хозяйства. Затем в 1965 году получил высшее образование, успешно окончив Харьковский политехнический институт.
С 1956 по 1969 год работал мастером производственного обучения, преподавателем; заместителем директора по учебно-производственной работе; директором сельского профтехучилища; директором Глуховского техникума гидромелиорации и электрификации сельского хозяйства.
Именно в этот период стали проявляться его недюжинные организаторские и творческие способности. Руководимые молодым инженером учебные заведения были постоянными участниками ВДНХ СССР, ВДНХ Украины.
С начала трудовой деятельности В. Д. Симоненко активно занимается разработкой новой техники и технологий. Участвуя в уборке урожая в Казахстане, внес рационализаторское предложение по усовершенствованию жатки комбайна «Сталинец-6», позволившее сократить потери зерна до двух центнеров с гектара, за что был награждён высшей наградой комсомола Почётным знаком «Золотой колос». Затем Виктор Дмитриевич разработал комплекс машин для ленточной посадки картофеля. А в 1972 году по его технологии впервые в СССР осуществлена уборка сахарной свеклы без затрат ручного труда на площади 13 тысяч гектар, за что В. Д. Симоненко был награждён Орденом Трудового Красного Знамени.
Виктор Дмитриевич является автором двух изобретений, в том числе соавтором станка-автомата для обработки заусениц и упрочения поверхностного слоя шестерен и литых звездочек, позволившего поднять производительность труда на этих операциях в 10 раз.
Много сил и времени молодой инженер посвятил разработке оригинальных приборов по профессиональной психодиагностике.
С 1965 году начал активно заниматься научно-исследовательской работой, разрабатывая проблемы качества обучения учащихся профтехучилищ. В опубликованных работах рассматриваются методологические вопросы трудовой подготовки учащихся профтехучилищ. В 1970-е годы Симоненко В. Д. выпущены в издательство «Высшая школа» учебно-методические пособия «Методика обучения вождению тракторов»; «Вождение тракторов и комбайнов», «Методика обучения учащихся работе на машинно-тракторных агрегатах». Эти работы переведены на языки других государств (украинский, литовский, киргизский).
С 1976 по 1987 год работал в должности заведующего кафедрой методики трудового обучения и черчения, деканом факультета общетехнических дисциплин, а затем проректором по учебной работе Глуховского пединститута имени С. Н. Сергеева-Ценского. На протяжении творческой деятельности Симоненко В. Д. уделяет внимание исследованию проблем профориентации. В 1980-е годы под его авторством появляется ряд крупных работ по профориентации: учебник для педагогических вузов, монография и др. Профессиональных ориентацию школьников он рассматривает как одну из важнейших составляющих трудовой подготовки учащихся, их политехнического образования. В 1985 году окончил общетехнический факультет Криворожского педагогического института по специальности «учитель общетехнических дисциплин».
В 1978 году Симоненко В. Д. защищает диссертацию на соискание учёной степени кандидата экономических наук, а в 1988 году ему присуждается учёная степень доктора педагогических наук.
С 1988 года семья Симоненко В. Д. переезжает в г. Брянск, где он начинает работать на Индустриально-педагогическом факультете в Брянском государственном педагогическом институте.
Долгие годы профессор В. Д. Симоненко возглавлял крупнейший в Брянском государственном университете имени академика И. Г. Петровского Факультет технологии, экономики и психологии и Кафедру технологии и предпринимательства. С 2002 являлся директором Социально-экономического института, деканом Финансово-экономического факультета Брянского государственного университета имени академика И. Г. Петровского.
За годы плодотворной работы в университете проявил себя как талантливый руководитель и творчески работающий ученый-педагог. В 1994 году В. Д. Симоненко избрали членом-корреспондентом РАО.
В. Д. Симоненко стоял у истоков создания первого диссертационного совета по защите кандидатских диссертаций в Брянском государственном университете им. акад. И. Г. Петровского. С 1991 по 2005 г. Виктор Дмитриевич являлся бессменным председателем диссертационного совета по педагогическим наукам. Он лично подготовил более 128 кандидатов и 20 докторов педагогических наук.
Научным коллективом под руководством В. Д. Симоненко, начиная с 1992 года, активно ведутся исследования по внедрению технологического образования в российских школах. Под грифом Министерства образования выпущены учебники по технологии для учащихся общеобразовательных учреждений (под редакцией В. Д. Симоненко). Издано значительное количество учебных пособий и методических рекомендаций, защищены диссертации по проблемам технологического образования.
В 1992 г. Симоненко В. Д. возглавил научный коллектив по разработке новой образовательной области «Технология», что позволило сохранить кадры учителей и учебно-материальную базу трудового обучения школ. Включение в базисный учебный план образовательной области «Технология» автор считал процессом закономерным.
В 1995—2005 и по настоящее время (2015) под его редакцией вышли книги по технологии для 1-11 классов общеобразовательных школ. Им впервые в России издан учебник для учащихся X—XI классов «Основы технологической культуры», Основы предпринимательства, Основы потребительской культуры. Симоненко В. Д. занимался исследованием эффективности внедрения в процесс технологического образования метода проектов, что отражено в учебно-методических пособиях для учителей. В 1996 под его руководством подготовлены учебники по защите прав потребителя для учащихся 5-11 классов, занявшие на Всероссийском конкурсе 1 место.
Всего им опубликовано более 600 работ, в том числе более 40 учебников, монографий, учебно-методических пособий.
Его учителями являются академики П. Р. Атутов, С. Я. Батышев и В. А. Поляков. Научное обеспечение образовательной области «Технология» (концепция, содержание, формы и методы) он формирует на широкой политехнической основе и считает, что именно технология способствует углублению политехнического образования школьников.
Итогом его многолетних исследований в области экономики стала защита второй докторской диссертации и присуждение ему в 2002 году учёной степени доктора экономических наук. В этом же году профессор возглавил финансово-экономический факультет, открыта аспирантура по специальности 08.00.05 — Экономика и управление народным хозяйством, в 2004 возглавил диссертационный совет по экономическим наукам в БГУ.
В. Д. Симоненко считал, что самое первое и главное его звание — учитель. Это не только профессия, но и предназначение в жизни. Предназначение, рождающее нелегкие решения и заслуженные победы.
Высокий профессионализм, педагогический такт, творческая активность, организаторские способности, толерантность — вот те качества, которыми обладал Виктор Дмитриевич. Как ученого его отличали: эрудиция, необыкновенная широта интересов, удивительное умение видеть и точно формулировать актуальнейшие научные проблемы.
По мнению всех людей, окружающих В. Д. Симоненко, он являлся обладателем редчайшего, ценнейшего феномена — сочетания требовательности, строгости и в то же время доброжелательности, источником радостного настроения, оптимизма и творческого подъёма.

## Награды
- медаль «За трудовую доблесть» (1970);
- орден Трудового Красного Знамени (1972);
- медаль ордена «За заслуги перед Отечеством» II степени (1997);
- медаль К. Д. Ушинского;
- Почётный работник высшего профессионального образования Российской Федерации (2000);
- медаль ордена «За заслуги перед Отечеством» I степени (2003).